# Tilbury (hippomobile)
Pour les articles homonymes, voir Tilbury (homonymie).

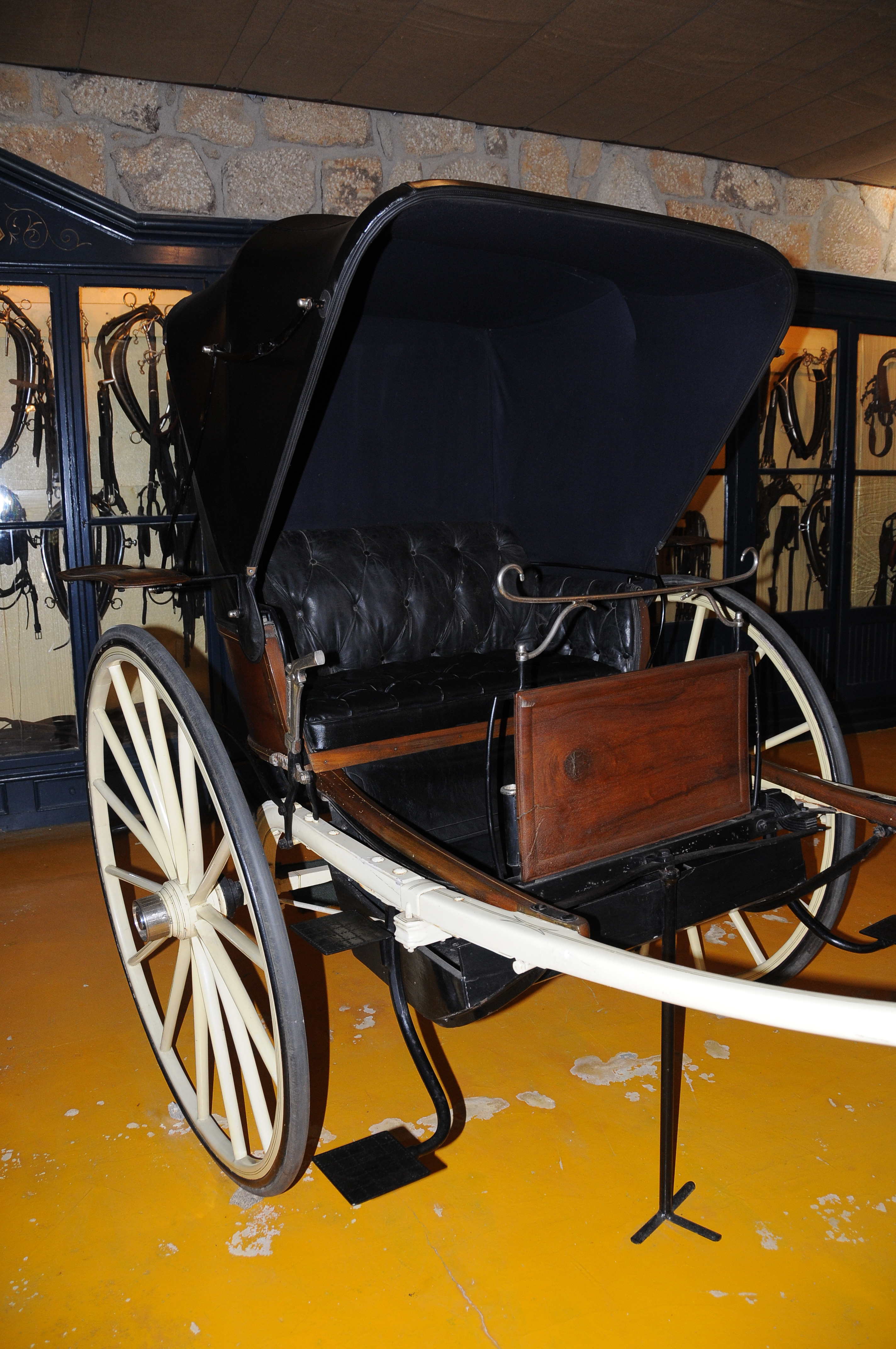
Tilbury, au Musée des voitures à cheval Geraz do Lima (Portugal).

Le tilbury est une voiture hippomobile légère, de type cabriolet, à deux roues, ouverte, à capote (parfois sans), inventée en 1815 en Angleterre. Elle porte le nom du carrossier qui l'a mise au point.

## James Tilbury
James Tilbury, né à la fin du XVIIIe siècle à St. Giles (Middlesex), est le fils d'Elizabeth et Robert, loueurs de chevaux réputés à Londres. Beaucoup de gens des classes moyennes possèdent alors des cabriolets ou des voitures légères, qui sont peu taxées, et se contentent de louer les chevaux et les harnais. Les chevaux Tilbury's ont une renommée équivalente à celle des Tattersalls. James Tilbury s'établit comme carrossier. Il crée son cabriolet, le Tilbury, puis vers 1815 un autre type de cabriolet pour Henry FitzRoy Stanhope, le cabriolet Stanhope (Stanhope gig), et pour le même un phaéton qui est la forme la plus aboutie de cette voiture et devient populaire vers 1830. Le révérend Henry Fitzroy Stanhope (1787-1864) est un homme d'église, pasteur et recteur d'York, grand amateur d'attelages.
Le fils de James Tilbury, James Jr, né en 1804, puis son petit-fils Charles Tilbury, né en 1845, lui succèderont dans l'entreprise.
'

## Description
La caisse est haut placée et comporte un siège pour deux personnes, sans coffre dessous. Elle a une forme caractéristique en rotonde ornée de balustres. Le tilbury a une suspension Dennet, constituée de deux ressorts d'essieu et d'un ressort transversal, ou quatre ressorts droits disposés en carré. Les brancards sont réunis à l'arrière par une traverse. Il peut être tiré par un cheval, ou deux en tandem. Les roues de grand diamètre, conçues pour aller vite sur des chemins de campagne, et sa légèreté rendent le tilbury instable. Il a été la voiture idéale des médecins de campagne.
Le tilbury a été en usage pendant tout le XIXe siècle sans modifications notables.